# Novella Andreae

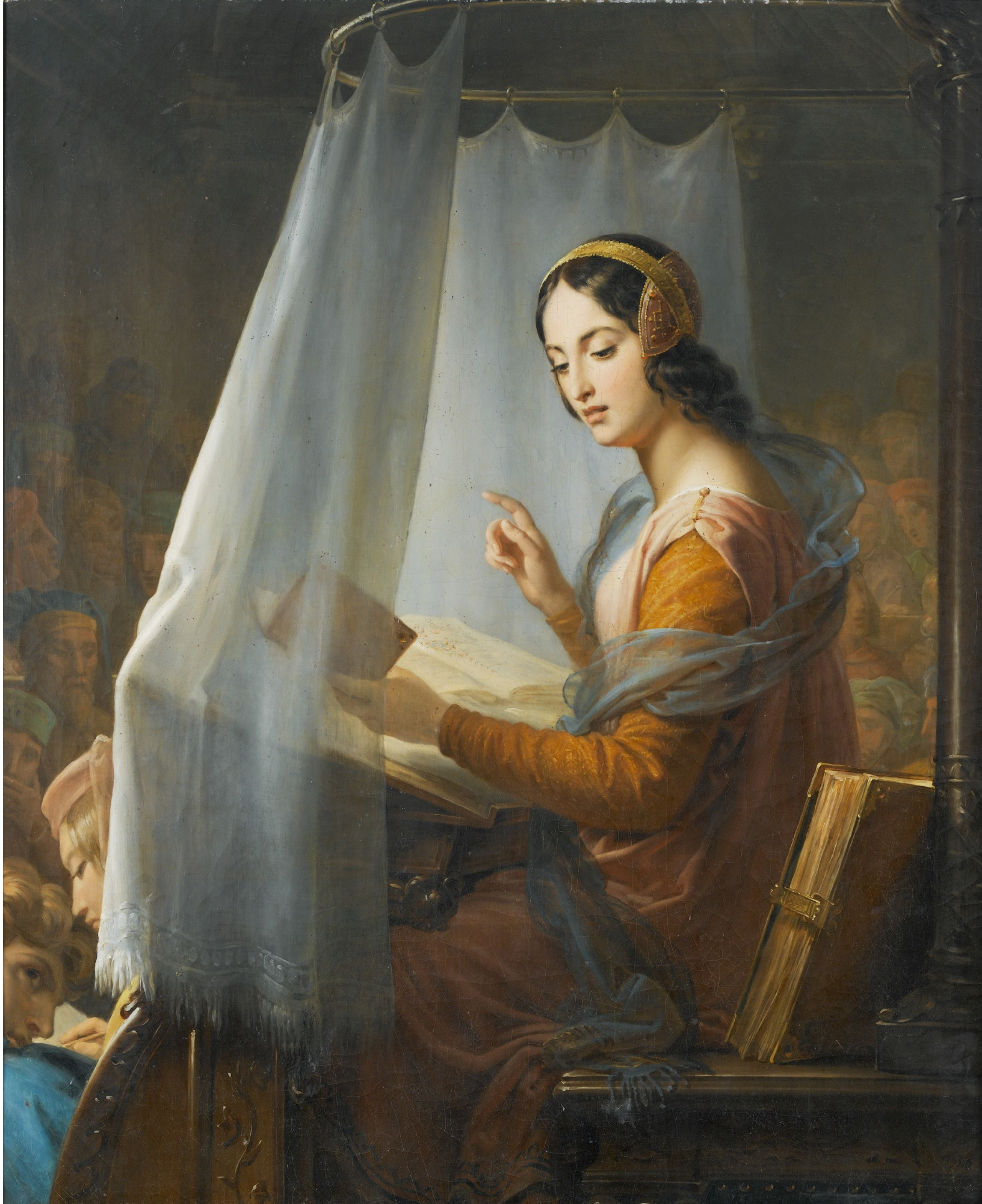
Fiktive Darstellung von Novella d’Andrea mit dem verhüllenden Schleier bei der Lehre, Gemälde von Marie Eléonore Godefroid, 19. Jhd.

Novella Andreae oder Novella d’Andrea (* 1312 in Bologna; † 1333 (oder vor 1346 oder 1366)) war eine bolognesische Juristin, die an der Universität von Bologna unterrichtete.

## Leben
Novella war die jüngste Tochter von Johannes Andreae, Professor für Kanonisches Recht an der Universität Bologna. Sie wurde von ihrem Vater ausgebildet und soll während seiner Abwesenheit seine Vorlesungen an der Universität übernommen haben.  Der unter anderem von Christine de Pizan überlieferten Legende nach musste sie beim Unterrichten einen Schleier tragen, um ihre Schüler nicht abzulenken; dieselbe Legende wird jedoch auch über Bettisia Gozzadini erzählt, so dass nicht bekannt ist, ob und – wenn überhaupt – auf wen sie zutrifft.
Es gibt die Auffassungen, dass sie den Juristen Johannes Calderinus, Schüler ihres Vaters, oder den Professor Giovanni da Legnano heiratete, aber anderen Quellen zufolge heiratete sie 1326 den Juristen Filippo Formaglini. Ihr Todesjahr ist unsicher.
Ihr Vater soll seinem Werk über die Decretales Gregorii IX von Papst Gregor IX. zum Gedenken an sie den Namen „Novellae“ gegeben haben.
Auch ihre Schwester Bettina Andreae soll an der Universität von Padua, wo auch ihr Ehemann Giovanni Da Sangiorgio tätig war, bis zu ihrem Tod im Jahr 1335 Jura und Philosophie gelehrt haben.
Judy Chicago widmete ihr eine Inschrift auf den dreieckigen Bodenfliesen des Heritage Floor ihrer Installation The Dinner Party. Die mit dem Namen Novella D’Andrea beschrifteten Porzellanfliesen sind dem Platz mit dem Gedeck für Isabella d’Este zugeordnet.